# José Pedraza Zúñiga
Pour les articles homonymes, voir Zúñiga.
José Pedraza Zúñiga, né le 13 avril 1937 à Michoacán et décédé le 25 mai 1998 à Mexico, était un marcheur mexicain.
Aux Jeux olympiques d'été de 1968, il a remporté la médaille d'argent sur 20 km.

## Palmarès

### Jeux olympiques
- Jeux olympiques de 1968 à Mexico ( Mexique)
  -  Médaille d'argent sur 20 km

### Jeux panaméricains
- Jeux Panaméricains de 1967 à Winnipeg ( Canada)
  -  Médaille d'argent sur 20 km